# Songs of a Lost World
Songs of a Lost World es el decimocuarto álbum de estudio de la banda británica de rock alternativo The Cure lanzado el 1 de noviembre de 2024 a través de Fiction, Lost Music, Polydor y Capitol Records. Todas las pistas de Songs of a Lost World fueron compuestas únicamente por el cantante y guitarrista Robert Smith.

## Antecedentes
Su primer álbum de estudio desde 4:13 Dream, lanzado en 2008, Songs of a Lost World, se preparó durante varios años; originalmente estaba previsto que se lanzara en 2019, y es el primer álbum de larga duración de la banda que presenta a Reeves Gabrels en guitarras desde que se unió como miembro de tiempo completo en 2012. Antes de su lanzamiento, la banda promocionó el álbum en 2022 y 2023 con una gira en vivo de 90 fechas y 33 países, Shows of a Lost World. Perry Bamonte se reincorporó a la banda para la gira, pero no participó en la grabación del álbum.
Las canciones fueron escritas, compuestas y arregladas íntegramente por el líder de The Cure, Robert Smith, lo que marca la segunda vez que lo hace después de The Head on the Door de 1985.

## Lanzamiento y promoción
El lanzamiento del álbum se anunció oficialmente el 26 de septiembre de 2024, con el lanzamiento del sencillo principal, "Alone", y un sitio web dedicado.
La lista de canciones se reveló mediante un correo electrónico enviado a los miembros de la lista de correo el miércoles 9 de octubre de 2024 y, posteriormente, se publicó en el sitio web oficial.
El segundo sencillo, "A Fragile Thing", se lanzó el 9 de octubre de 2024.

## Lista de canciones
Todas las canciones escritas y compuestas por Robert Smith. 
| N.º | Título                    | Duración |  |
| 1.  | «Alone»                   | 6:50     |  |
| 2.  | «And Nothing Is Forever»  | 6:53     |  |
| 3.  | «A Fragile Thing»         | 4:44     |  |
| 4.  | «Warsong»                 | 4:17     |  |
| 5.  | «Drone:Nodrone»           | 4:45     |  |
| 6.  | «I Can Never Say Goodbye» | 6:03     |  |
| 7.  | «All I Ever Am»           | 5:21     |  |
| 8.  | «Endsong»                 | 10:23    |  |

## Créditos
The Cure
- Robert Smith - (Líder) Guitarrista, vocalista, Bajo de 6 cuerdas y Tecladista
- Simon Gallup - Bajista
- Jason Cooper - Baterista y percusiones
- Roger O'Donnell - Tecladista
- Reeves Gabrels - Guitarrísta